# Ламберт III (епископ Кракова)
Ламберт III (умер в 1101 году) — епископ Кракова с 1082 по 1101 года.
Немец по происхождению, был назначен епископом Кракова через три года после смерти Станислава Щепановского.
Позднее он был одним из ближайших соратников князя Владислава Германа, который щедро одалживал свои епископские благотворительные организации. В 1088 году Ламберт перевел мощи святого Станислава, своего предшественника, в Кафедральный собор на Вавельском холме